# بريسكوت إف. كوغزويل
بريسكوت إف. كوغزويل هو سياسي أمريكي، ولد في 23 أكتوبر 1859 في أونتاريو في كندا، وتوفي في 15 يناير 1960 في إل مونتي في الولايات المتحدة.